# Banger rebellieren
Banger rebellieren ist das dritte Soloalbum des deutschen Rappers KC Rebell. Es erschien am 3. Mai 2013 über Farid Bangs Independent-Label Banger Musik, dessen Vertrieb über Groove Attack abgewickelt wird.

## Hintergrund
Nach dem Album Rebellismuss (2012), das über Wolfpack Entertainment erschien, wechselte KC Rebell zu Farid Bangs Label Banger Musik. Ausschlaggebend dafür war in erster Linie der Disstrack Swagga Alarm (2011) gegen Money Boy, bei dem KC Rebell unter dem Vorwand einen Feature-Track zu verfassen, Money Boy auf den Track nahm. Die Zusammenarbeit mit Farid Bang war zweckdienlich, denn dieser war gerade zusammen mit Kollegah sehr erfolgreich in den deutschen Charts vertreten. Deren Kollabo-Album erreichte Platz 1 der deutschen Albencharts und erhielt später eine Goldene Schallplatte. Um von diesem Hype zu profitieren, nahmen die beiden den gemeinsamen Track Kanax in Paris auf. Weitere Feature-Gäste sind RAF Camora, Schwesta Ewa, Vega und PA Sports. Die Produktionen stammen überwiegend von Marcel Uhde (Juh-Dee), vertreten sind aber auch Joshimixu, Joshi Mizu, Sean Ferrari, Filip Dzienziol, CuBeatz und Lamagra.
Neben der normalen Veröffentlichung erschien das Album auch als Box-Set in einer „Limited Amazon Edition“ mit einem T-Shirt in Größe L, einem Poster, einer Autogrammkarte und einem Sticker. Als Bonus-CD wurde eine Instrumental-CD beigelegt. Zudem enthält das Album die beiden Bonusstücke 600 Benz (Remix) feat. Farid Bang und Summer Cem sowie Morgen. Über iTunes erschien eine Download-Version mit zwei Bonustracks.

## Titelliste
| #  | Titel               | Gastbeiträge     | Länge |
| -- | ------------------- | ---------------- | ----- |
| 1  | Intro               |                  | 1:03  |
| 2  | Anhörung            |                  | 4:12  |
| 3  | Banger rebellieren  |                  | 3:05  |
| 4  | Kanax in Paris      | Farid Bang       | 3:15  |
| 5  | Raprebellizzzy      |                  | 3:28  |
| 6  | Skit Freestyle      |                  | 1:56  |
| 7  | Weisst du noch      |                  | 3:28  |
| 8  | Grössenwahn         | RAF Camora       | 3:30  |
| 9  | Skit                |                  | 0:28  |
| 10 | Sky is the Limit    |                  | 3:29  |
| 11 | Entscheidung        |                  | 2:57  |
| 12 | Skit Traum          |                  | 2:16  |
| 13 | Alle Blicke auf uns |                  | 3:19  |
| 14 | Falsche Schlangen   | Schwesta Ewa     | 2:47  |
| 15 | Es tut mir leid     |                  | 3:48  |
| 16 | Kopfkino            | Vega & PA Sports | 3:54  |
| 17 | Erst hassten sie    |                  | 3:47  |

Bonussongs der Limited Amazon Edition
| #  | Titel         | Gastbeiträge            | Länge |
| -- | ------------- | ----------------------- | ----- |
| 18 | 600Benz Remix | Farid Bang & Summer Cem | 3:37  |
| 19 | Morgen        |                         | 3:25  |

Bonussongs der iTunes-Version
| #  | Titel            | Gastbeiträge | Länge |
| -- | ---------------- | ------------ | ----- |
| 18 | Ich will fressen |              | 2:59  |
| 19 | Bang Bang        | Kurdo        | 3:15  |

## Charterfolge und Singles
Das Album konnte in die deutschen, österreichischen und in die schweizerischen Charts einsteigen. In Deutschland gelangte das Album bis auf Platz zwei, in Österreich auf Platz 5 und in der Schweiz konnte Banger rebellieren Platz 6 der Hitparade erreichen. Die erste und einzige Singleauskopplung Kanax in Paris (auf dem folgenden Album Rebellution mit Kanax in Moskau fortgesetzt) erreichte Platz 60 der deutschen und Platz 66 der österreichischen Singlecharts.

## Rezeption
Das Album bekam gemischte Kritiken.
Janiv Koll von rap.de vergab acht von zehn Sternen. Mit Banger rebellieren sei KC Rebell ein „sehr solides, streckenweise sogar sehr gutes und vor allem abwechslungsreiches Rap-Album gelungen“. Erich Unrau von hiphop.de war ähnlicher Meinung, „sowohl inhaltlich als auch beattechnisch“ würde das Album „auf ganzer Linie“ überzeugen. Er bewertete das Album mit 7,5 von 10 Sternen. Dani Fromm von laut.de hingegen vergab nur zwei von fünf Sternen, „die üblichen Ungereimtheiten“ würden bleiben. Ein Autor von rappers.in war mit einer Bewertung von lediglich einem von sechs möglichen Mics ebenso wenig überzeugt, Banger rebellieren wolle „Rebellion, Zärtlichkeit und Realness“, erschöpfe sich aber „letztlich im Versuch, mehr sein zu wollen“.